# Каманга, Касала
Адель Касала Каманга (фр. Adèle Kasala Kamanga; род. 18 декабря 1960, Элизабетвиль) — баскетболистка из ДР Конго. Участница летних Олимпийских игр 1996 года, трёхкратная чемпионка Африки 1983, 1986 и 1994 годов.

## Биография
Касала Каманга родилась 18 декабря 1960 года в городе Лубумбаши в ДР Конго.
Играла в баскетбол за заирские БКВ из Киншасы, «Симбу» и «Турбийон».
В составе женской сборной Заира трижды выигрывала золотые медали чемпионата Африки: в 1983 году в Луанде, в 1986 году в Мапуту и в 1994 году в Йоханнесбурге. На чемпионате Африки 1986 года была признана лучшим игроком турнира.
Трижды участвовала в чемпионатах мира: в 1983 году в Сан-Паулу, где сборная Заира заняла 14-е место, в 1990 году в Куала-Лумпуре (15-е место) и в 1998 году в Германии, где баскетболистки ДР Конго стали шестнадцатыми.
В 1996 году вошла в состав женской сборной Заира по баскетболу на летних Олимпийских играх в Атланте, занявшей 12-е место. Провела 7 матчей, набрала 26 очков (10 в матче со сборной Украины, 5 — с Канадой, по 3 — с Кубой, Южной Кореей и Австралией, 2 — с Китаем).
В августе 2002 года завершила игровую карьеру. Впоследствии стала тренером.